# Nathalie Birli
Nathalie Schöffmann (geb. 27. Juni 1992 als Nathalie Birli) ist eine österreichische Radrennfahrerin und Triathletin. Ihre Entführung bei der Wiederaufnahme ihres Trainings im Juli 2019 sorgte für großes mediales Aufsehen.

## Leben
Schöffmann stammt aus Wiener Neustadt. An der Fachhochschule Wiener Neustadt absolvierte sie das Studium „Training und Sport“. Sie ist Mitglied des österreichischen Triathlonverbands.
Als Triathletin mit dem Namen Birli erreichte sie 2014 den zweiten Platz beim Ausee Triathlon sowie 2015 den zweiten Platz beim Neufelder Triathlon und den dritten Platz beim Linz-Triathlon. Als Radsportlerin startete sie in den Jahren 2015 und 2016 für das Team Vitalogic Astrokalb Radunion NÖ, nahm in diesen beiden Jahren an internationalen Radrennen teil und wurde 2018 Neunte bei den Österreichischen Straßenradmeisterschaften.
Sie ist mit Martin Schöffmann verheiratet, der ebenfalls Radsportler war. Beide sind seit 2019 Eltern eines Sohnes.

## Entführung
Am Abend des 23. Juli 2019 wurde Birli, während sie in der Nähe ihres Wohnortes bei Graz Rad fuhr, von einem Mann überfallen und entführt. Er brachte sie mit seinem Auto in sein in der Nähe gelegenes Haus und hielt sie dort für mehrere Stunden fest. Während dieser Zeit versuchte er mehrmals, sie umzubringen. Nach sieben Stunden gelang es ihr, den Entführer zu überreden, sie freizulassen und zurückzufahren. Medizinische Untersuchungen nach der Entführung ergaben, dass der Täter ihr keine sexuelle Gewalt zugefügt hatte.
Bereits während der Entführung überzeugten Birlis Partner und ihre Mutter die Polizei davon, nach der Verschwundenen zu suchen. Nach der Tat konnte die Polizei mithilfe der Auswertung der Daten von Birlis Fahrradcomputer das Haus ausfindig machen, in das sie verschleppt worden war. Dort wurde der Täter, der 34-jährige Christoph K., festgenommen. Er gestand die Tat.
Im März 2020 verurteilte das Landesgericht für Strafsachen Graz Christoph K. wegen schwerer Körperverletzung, Nötigung und Freiheitsentziehung zu einer Freiheitsstrafe von sieben Jahren. Es ordnete außerdem seine Unterbringung in einer Anstalt für geistig abnorme Rechtsbrecher an, was der Sicherungsverwahrung in Deutschland entspricht.
Ein ORF/ARD-Degeto-True-Crime-Thriller, der auf der Entführung von Schöffmann beruht und den Arbeitstitel Du kriegst mich nicht trägt, wurde ab August 2023 in der Steiermark unter der Regie von Esther Rauch gedreht. Das Entführungsopfer wird dabei von Luise von Finckh gespielt. Die Erstausstrahlung fand im Februar 2025 unter dem Titel Ohne jede Spur – Der Fall der Nathalie B. mit anschließender Doku zum Film mit dem Titel Das zweite Leben von Nathalie statt. In der ARD lief der Film am 29. Mai 2025. Der Kriminalfall wurde auch in der True-Crime-Dokumentationsserie Verbrechen! True Crime mit Sarah Tacke aufgearbeitet.